# Химическая ловушка
Химическая ловушка (химловушка) — снаряжённые (обработанные) специальными химическими веществами (красящими, люминесцирующими или запаховыми) приспособления или устройства, закамуфлированные под различные предметы, либо скрытно установленные внутри объекта охраны, или рядом с ним для переноса СХВ на тело и одежду лица, совершившего несанкционированное проникновение.
Химловушка является пассивным средством охраны. При попытке несанкционированно вскрыть объект охраны, или взять снаряжённый предмет происходит срабатывание устройства и тело, а также одежда нарушителя обильно окрашивается СХВ. Одновременно возможны варианты с подачей звукового и/или дымового сигнала.

## Виды химловушек
В настоящее время химловушки классифицируют по способу действия и способу установки.

### По способу действия
По способу действия химловушки делятся на пассивные — срабатывающие без использования дополнительной энергии, и активные — срабатывающие с использованием энергии пружины, эластичного материала, пирозаряда.

#### Активные
- Пиротехнические — химловушки, в которых СХВ выбрасывается посредством пиротехнического заряда. Заряд может инициироваться тёрочным или электрическим детонатором. Тёрочный детонатор состоит из инициирующего вещества, которое при нажатии на него или трении воспламеняется и поджигает пиротехнический состав. Электрический детонатор срабатывает при замыкании контактов электроцепи, поджигая пиротехнический состав.
- Механические — химловушки, в которых СХВ выбрасывается посредством энергии пружины, эластичного материала либо с использованием мускульной силы самого нарушителя.

#### Пассивные
- Имитирующие предметы — специальные устройства, имитирующие различные ценные предметы (пачки денег, бумажники, барсетки, шкатулки для драгоценностей), внутри которых находится СХВ. При вскрытии предмета СХВ попадает на тело и одежду нарушителя.
- Запаховые коврики — устройства, имитирующие коврики для обуви, прикроватные коврики и т. д., внутри которых зашиты ампулы или полиэтиленовые пакеты с запаховым СХВ. При наступании на коврик ампула (пакет) разрушается, перенося СХВ на подошву нарушителя. Следы, помеченные запаховым СХВ, служебно-розыскная собака может распознать в течение суток.

### По способу установки
Способ установки и вид химловушки выбирается в зависимости от условий охраняемого объекта, а также преследуемых целей. Химловушки могут устанавливаться скрыто, таким образом, чтобы нарушитель не обнаружил её до момента срабатывания. В то же время химловушки определенного типа можно и нужно устанавливать открыто с целью привлечения внимания нарушителя.

#### Устанавливающиеся скрыто
Типы химловушек (как правило, активного действия), устанавливаемые внутри либо вблизи объекта охраны так, чтобы нарушитель не заметил устройство до его срабатывания. При попытке вскрыть охраняемый объект (сейф, стол, входная дверь) срабатывает механическое либо пиротехническое устройство, выбрасывающее в сторону нарушителя СХВ. Кроме активных средств химической охраны, скрытно могут применяться и пассивные, такие, например, как запаховые коврики.

#### Устанавливающиеся открыто
Различные типы химловушек, имитирущих ценные предметы (пачки денег, бумажники, борсетки, шкатулки для драгоценностей). Такие химловушки размещаются в видном месте с целью провокации лица, проникшего на охраняемый объект, раскрыть её. При раскрытии химловушки на тело и одежду нарушителя попадает СХВ.

## Серийные модели химловушек
- «КУПЕЛЬ» — химловушка с электроподжигом — изготовлена в виде пиротехнической капсулы с красящим СХВ веществом, срабатывает от эл. импульса с элемента питания 1,5 В, распыляя жидкое СХВ вещество на расстояние до 1,5 м.
- «КАТАПУЛЬТА» — химловушка с тёрочным зарядом.
- «КУКЛА» — химловушка — имитатор пачки денег.
- «КУКЛА-МГ» — химловушка — имитатор пачки денег.

## Практика применения
В течение многих десятилетий практического применения химловушек это средство охраны в целом зарекомендовало себя с положительной стороны. Наряду с тем применение химловушек имеет и свои отрицательные моменты.

### Положительные свойства
Основными положительными свойствами химловушек в системе охраны и безопасности являются относительно невысокие расходы на приобретение и обслуживание, отсутствие необходимости содержать дополнительный штат охраны, возможность быстро и надежно выявить вора внутри трудового коллектива, значительное упрощение поиска преступника, скрывшегося с охраняемого объекта после срабатывания химловушки.
В настоящее время случаи краж личного имущества персонала, а также хищений материальных ценностей внутри предприятия не являются редкостью. Сегодня служба безопасности предприятия без труда может выявить виновного, с принятием к нему впоследствии соответствующих мер воздействия.

### Отрицательные свойства
Несмотря на все то положительное, что связано с использованием химловушек, существуют и отрицательные моменты пассивной охраны объектов. В первую очередь это связано с тем, что подавляющее большинство современных химловушек (за исключением высокотехнологичных, имеющих высокую стоимость) не имеет функции распознавания «свой-чужой». Практика показывает, что, несмотря на четкий инструктаж владельца охраняемого имущества, имеют место случаи, когда устройство срабатывает в отношении клиента (сотрудника предприятия, руководителя). Человек способен забывать, ошибаться, теряться. Если руководитель забывает снять химловушку с дежурства и открывает сейф, где она установлена, устройство срабатывает без предупреждения, что влечет за собой порчу одежды (нередко весьма дорогой) и внешнего вида в целом.